# Rudolf von Eschwege
Rudolf von Eschwege, né le 25 février 1895, mort au combat le 21 novembre 1917, était un as de la Première Guerre mondiale qui s'illustra sur le front de Macédoine.

## Formation
Issu de la famille noble von Eschwege, il fait ses études secondaires à Fribourg-en-Brisgau et devint orphelin jeune. Il les compléta dans une école militaire.

## Militaire
À dix-neuf ans, lorsque la Première Guerre mondiale éclate il combat trois mois dans la cavalerie sur le front de l'Ouest avant d'être versé dans l'aviation. En février 1915, il commence son entrainement, s'écrase plusieurs fois et est breveté puis affecté dans la Flieger-Abteilung 36, une unité de reconnaissance en juillet 1915. En juillet 1916, il passe sur Fokker Eindekker en tant qu'escorte, puis il passe officier et est affecté sur le front macédonien à la F.A 66, une autre unité de reconnaissance.

## En Macédoine
Sa première victoire est contre un Farman le 25 octobre 1916, elle ne fut pas confirmée car l'unité bulgare qui était là fut transférée. Il a deux autres victoires en novembre, les 17 et 29, ce qui lui vaut le surnom d'aigle de la mer Égée.
Il passe sur Albatros D.III, un avion de chasse mi-1917 et souffre de malaria en septembre. Il s'attaque régulièrement aux ballons d'observation des Alliés, le 21 novembre, il s'en prend à un ballon d'observation qui est en haute altitude (plus de 800 m) et commence à le mitrailler, mais celui-ci est un leurre et transporte 250 kg d'explosifs. La charge commandée depuis le sol par câble ne lui laisse aucune chance, il reçoit, à titre posthume la médaille Pour le Mérite.